# Reflextod
Als Reflextod (auch „Vagustod“; englisch vagus death) wird ein tödlicher Kreislaufstillstand bezeichnet, der nach einer übermäßigen Reizung des Nervus vagus oder des Sinus caroticus eintritt. Meist lösen äußere Einflüsse die übermäßige Reizung aus. Diese wiederum kann reflektorisch einen Kreislaufstillstand bewirken (englisch reflexogenic cardiac arrest). Ein Reflextod kann beispielsweise beim Eintauchen in Wasser mit einer Temperatur <4 °C eintreten.

## Physiologie und Pathologie
In der Gefäßwand des Sinus caroticus befinden sich Barorezeptoren, also Rezeptoren, die den Blutdruck im Blutgefäßsystem registrieren. Physiologisch reagieren die Pressorezeptoren auf Änderungen des arteriellen Blutdrucks, vor allem der Wandspannung. Bei einer Druckerhöhung werden nervale Impulse über den Ramus sinus carotici des Nervus glossopharyngeus (IX. Hirnnerv) über die Pars cardiorespiratoria des Nucleus tractus solitarii zum Kreislaufzentrum in der Medulla oblongata geleitet. Über den efferenten Schenkel des Reflexes, die Herzäste (Rami cardiaci) des Nervus vagus (X. Hirnnerv), werden reflektorisch die Herzfrequenz und der Blutdruck gesenkt. Dies nennt man den Karotissinusreflex (Karotissinusdruckversuch, auch Hering-Reflex, nach Heinrich Ewald Hering). Bei längerer Dauer kann dies zum Herzstillstand führen.
Des Weiteren wird ein Zusammenhang mit einigen Fällen des plötzlichen Kindstodes vor allem in Verbindung mit respiratorischen Ereignissen vermutet. Generell wird eine Häufung im pädiatrischen Bereich dokumentiert. So zum Beispiel bei Fremdkörper-Bronchoskopien.